# Церква Іоанна Богослова (Нерушай)

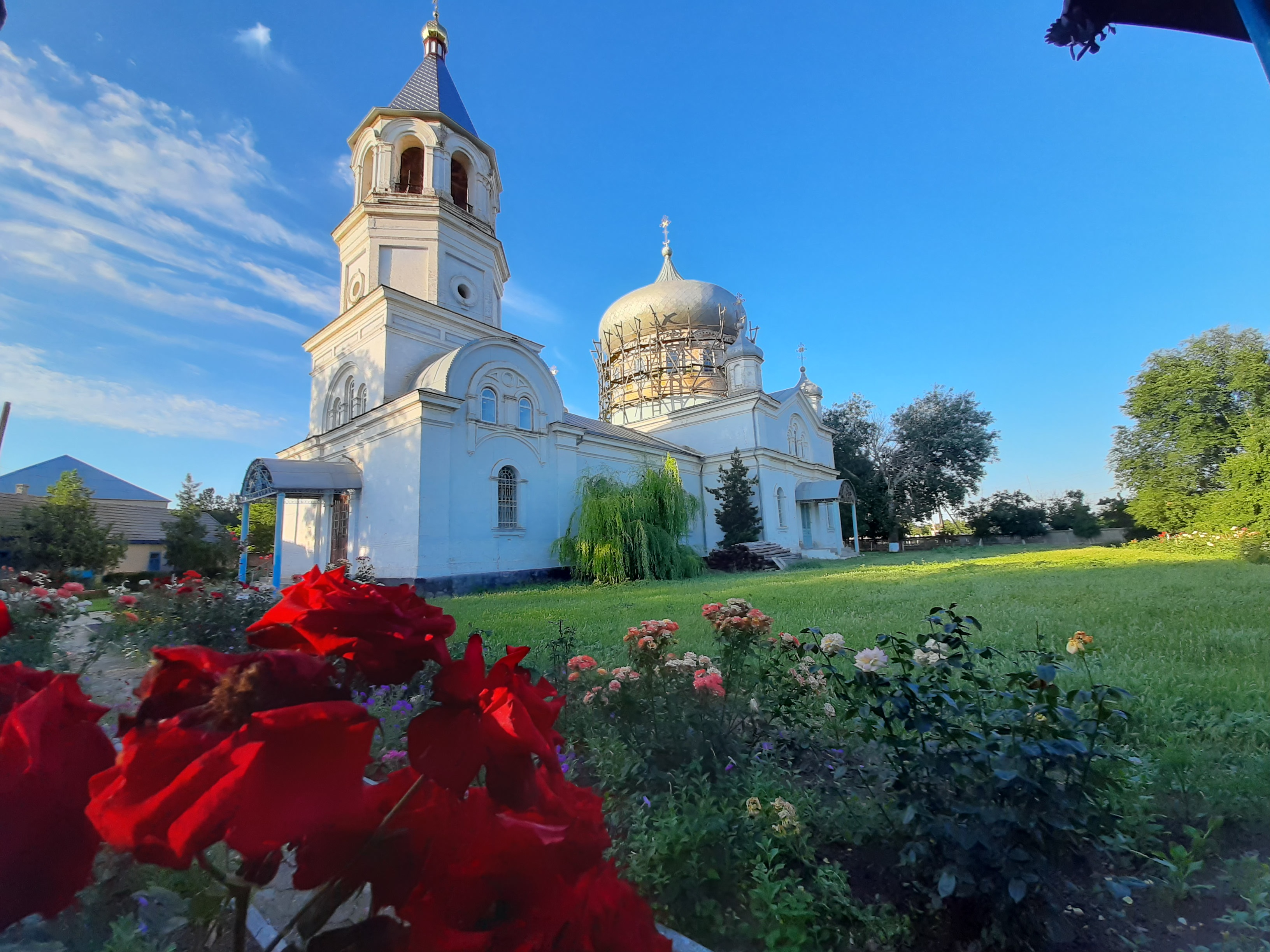
Церква І.Богослова

Церква Іоанна Богослова — храм на честь Іоанна Богослова у селі Нерушай Татарбунарської міської громади у Білгород-Дністровському районі Одеської області.Пам'ятка архітектури.Церква 1913 року.

## Історія
Побудована на пожертвування жителів села у період з 1908 по 1912 рік. У селі працював цегельний завод, виготовлена цегла з якого використовувалася при будівництві храму. Будували на місці старої кам'яної церкви, навколо неї, не руйнуючи старої. Потім стару церкву розібрали. 12 травня 1913 року — освячення храму. За своїми розмірами церква вважалася однією з найбільших церков Одещини.
26.04.1962 року радянська влада зруйнувала іконостас, вивезли церковне майно, хрест з храму зірвали, тут знаходився хімічний склад. У 1985 році зусиллями прихожан почалися реставраційні роботи, храм відкритий в 1989 році.
2018 року відбулися зроби коштів на ремонтування храму.

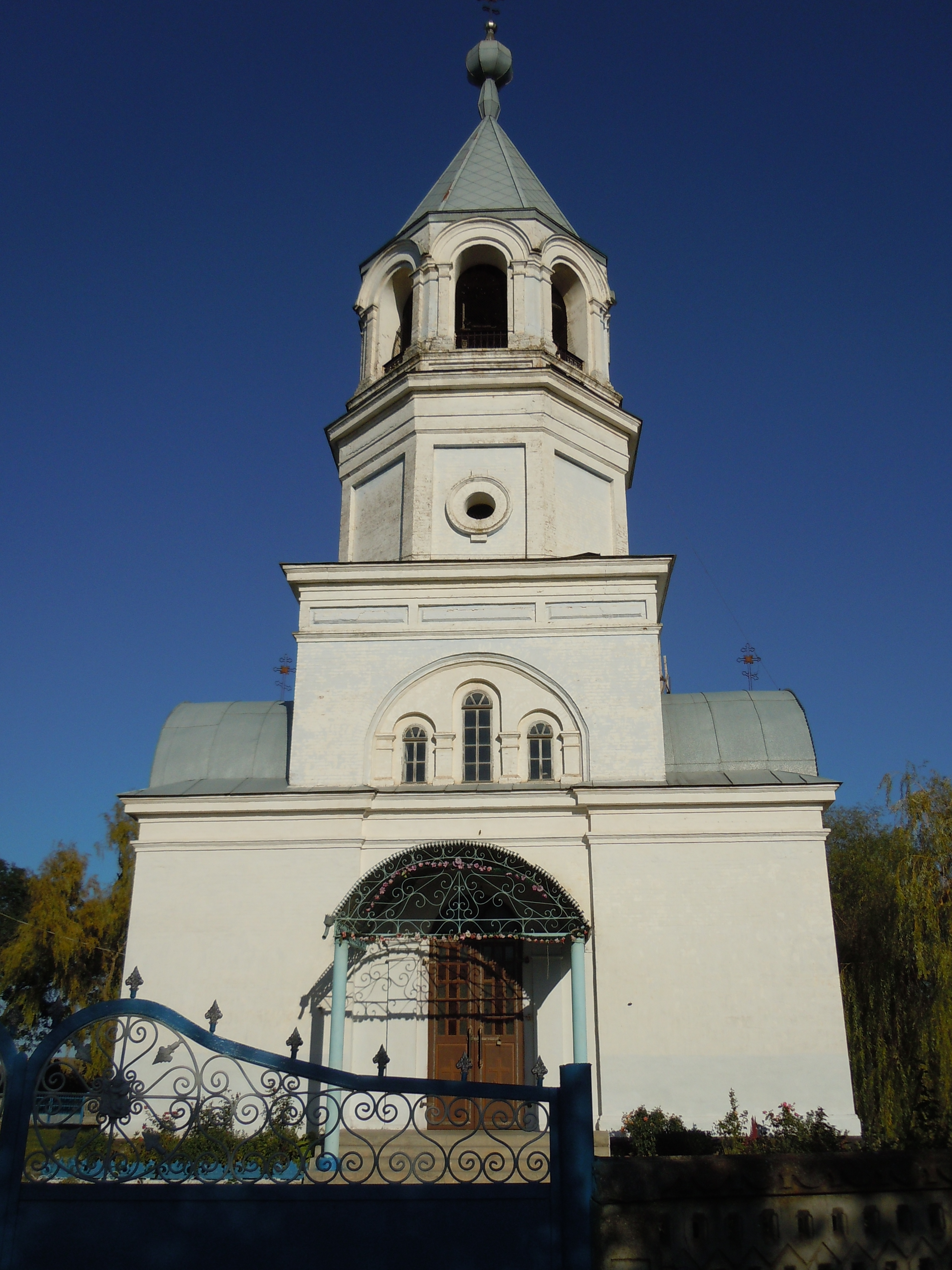
Церква Іоанна Богослова.